# 包青天 (亞洲電視劇集)
《包青天》（英語：Justice Pao）是香港亞洲電視與河北電視台合拍的劇集，全劇共25個單元、160集，金超群、呂良偉及范鴻軒領銜主演，監製梁天、陳宇超。

## 概要
本劇自《碧血青天楊家將》成功後，亞洲電視力邀1993年華視版《包青天》主角「包青天」金超群及「公孫先生」范鴻軒演出，並起用呂良偉為展昭。本劇以亞洲電視不少演員及外援演員演出，並請來華視版《包青天》不少演員及台灣演員演出，例如杜滿生、歐陽龍、邱于庭、馬景濤、焦恩俊、林心如等。最後單元《英烈千秋》更請出百花獎影后劉曉慶為單元主角，更促成她與伍衛國的一段情。
1995年本港台首播時，五個單元（〈仇之劍〉、〈梅花盜〉、〈大執法〉、〈霧鎖開封〉、〈英烈千秋〉）被亞視雪藏、並未播映；這五個單元於1997年2月24日起於本港台首播，改名為《新包青天》；而在河北电视台播放版本及中国大陆DVD-Video版，全集以《新包青天》名称播放，并换去片头、片尾及背景歌曲。
有傳1993年華視版《包青天》“展昭”扮演者何家勁因曾是亞視藝員但其後鬧不快而被亞視封殺，但以當時華視版《包青天》那麼火紅，亞視一定不可能會因此事抗拒。多年後，網民們極有可能是何家勁因多次亮相無線電視節目及何的唱片公司與無線有密切的關係，因此有可能是無線不想“放人”而易角。
臺灣於1998年由超級電視台以《新包青天》為名播映第1～130集，臺灣電視公司以《新新包青天》為名播出第131～160集。随后台视与亚视再度合拍或自己制作续集，即《包公出巡》及《包公奇案》。

## 單元
- 單元一：英雄本色（第1-7集）（共7集）
- 單元二：殺母狀元（第7-14集）（共8集）
- 單元三：再世情仇（第14-20集）（共7集）
- 單元四：鍘艷娘（第21-28集）（共8集）
- 單元五：審白毛（第28-33集）（共6集）
- 單元六：鐵丘墳（第34-40集）（共7集）
- 單元七：告親夫（第41-46集）（共6集）
- 單元八：殉情記（第46-52集）（共7集）
- 單元九：情牽陰陽界（第52-57集）（共6集）
- 單元十：俠骨神算（第58-68集）（共11集）
- 單元十一：蝶影遺恨（第68-76集）（共9集）
- 單元十二：義膽柔情（第76-85集）（共10集）
- 單元十三：秋之武（第86-91集）（共6集）
- 單元十四：雌雄俠盜（第91-96集）（共6集）
- 單元十五：審御貓（第96-102集）（共7集）
- 單元十六：弒夫記（第103-106集）（共4集）
- 單元十七：鬼面人（第107-111集）（共5集）
- 單元十八：三審狀元（第111-116集）（共6集）
- 單元十九：滄海月明珠有淚（第117-125集）（共9集）
- 單元二十：公正廉明（第126-130集）（共6集）
- 單元二十一：仇之劍（第131-138集）（共8集）
- 單元二十二：梅花盜（第138-142集）（共5集）
- 單元二十三：大執法（第143-147集）（共5集）
- 單元二十四：霧鎖開封（第147-152集）（共6集）
- 單元二十五：英烈千秋（第152-160集）（共9集）

## 演員表
- 金超群 飾 包　拯（配音：譚炳文）
- 呂良偉 飾 展　昭
- 范鴻軒 飾 公孫策（配音：陳偉權）
- 曾守明 飾 王　朝
- 鄭恕峰 飾 馬　漢
- 楊嘉諾 飾 張　龍
- 黃子揚 飾 趙　虎
- 李道洪 飾 宋仁宗
- 黃允財 飾 呂夷簡
- 陳劍雲 飾 太　監

### 單元一：英雄本色（第1 - 7集）
包拯有一天晚上，因為龐洪、陳世美、郭槐在陰曹告狀，故被傳召到陰曹一行。申辯勝訴後，閻王送包拯返回陽界，途中視察天機，一位安南國使節在途中被刺殺，而同時包拯的熟人孫婆婆帶同蓉蓉造訪開封府......原來魯國公之子曹平，與安南國使節的妻妾有染，於是買通殺手符飛絮殺害安南國使節。魯國公在得知奸情後被曹平失手所殺，而曹平亦企圖殺害情人滅口，最後在情人指證下，曹平伏法。
- 陳德容 飾 蓉　蓉（配音：曾秀清）
- 邵傳勇 飾 曹　平
- 李香琴 飾 孫婆婆
- 徐錦江 飾 陳　牛/符飛絮
- 苑瓊丹 飾 牛　嫂
- 龍貫天 飾 魚　鷹
- 江　圖 飾 阮金生
- 李　妮 飾 安　兒
- 佘文炳 飾 魯國公
- 梁錦燊 飾 火麒麟段云飞
- 陳麗雲 飾 牛　母
- 王清河 飾 管　家
- 李錦榮 飾 曹平手下
- 黃樹棠 飾 崔老大
- 吳元俊 飾 崔老二
- 冼灝英 飾 崔老三
- 王　戎 飾 龐　洪
- 黃江祥 飾 陳世美
- 麥　基 飾 郭　槐
- 甘　山 飾 閻　王

### 單元二：殺母狀元（第8 - 14集）
章玉涵是能文能武，百年難得一見的狀元。但其實是章天成的養子，其親生母親是妓院姑娘金花，親生父親身份不詳。章玉涵不喜自己的身份，故帶金花到偏遠山洞將之毒害。後來人們發現金花的遺體引發開封府調查，章玉涵為防秘密被揭發，連養父也殺害，甚至襲擊無上觀的神道聖教教主應兆麟，但應兆麟不惜一切阻止開封府對章玉涵行刑，原來他是章玉涵的親生父親，最後章玉涵到金花死去之山洞自殺身亡，應兆麟對開封府恨之入骨，視為仇敵。
- 甄志強 飾 章玉涵
- 陳靖允 飾 金花
- 蔡曉儀 飾 曾婉甜
- 楊　群飾 應兆麟
- 羅　烈 飾 呼延守信
- 曾贊安 飾 巴東
- 馮　國 飾 方标
- 譚少英 飾 马三娘
- 石中玉 飾 龜奴
- 黃美芬 飾 妓女
- 黃　敏 飾 妓女
- 洪玉蘭 飾 漫紅
- 陳家偉 飾 小二
- 饒芷筠 飾 曾二嫂
- 李樹楷 飾 來使
- 吳曼麗 飾 艷霞
- 杜汶澤 飾 阿德
- 關偉倫 飾 江哥
- 夏春秋 飾 章天成

### 單元三：再世情仇（第15 - 20集）
龍祖昌與駱生是鑄劍莊的師兄弟，由於龍祖昌對鑄劍的執迷去到走火入魔的地步，駱生拒絕提及其師父的最高鑄劍心法，龍祖昌利用駱生徒弟張少游對師母伊蘭之感情煽動矛盾，最後殺害了駱生、伊蘭等人。數十年後，張少游冤魂不息成為妖邪，而駱生、伊蘭的轉世為沈明陽與方倩紅，因為前世的因緣，今生又走在一起。張少游捉住方倩紅，企圖與之成親，不過倩紅被開封府救走，張少游與朱姚氏一眾妖邪偽裝成方倩紅的親人，籍包拯一時未能分辨妖邪而與沈明陽對簿公堂，企圖搶走倩紅，最後被包拯識破。
無上觀應兆麟因為希望得到最高鑄劍心法(鑄成的劍擁有令人還陽的能力)，與龍祖昌合作，喚起二人的前生記憶，並將二人劫走。朱姚氏等妖邪因主張公道，耗盡元氣支持張少游救人，被應兆麟打至重傷，反過來成功羽化登仙。而張少游為救方倩紅而魂飛魄散，轉世為方倩紅與沈明陽的兒子。而龍祖昌得知最高鑄劍心法為以人命鑄劍後，欣然伏法，以自己的血鑄劍，遺言鑄成後的劍送與自己的好友展昭，展昭感覺自己控制不了這把魔劍，最後將之拋棄。
- 邵仲衡 飾 沈明陽 / 駱生
- 林韋辰 飾 張少游
- 劉玉婷 飾 方倩紅 / 伊蘭
- 梁　珊 飾 朱姚氏 (妖邪)
- 李俊德 飾 關　渡
- 吳明龍 飾 博　華
- 黃慧嫻 飾 敏　儿
- 王　戎 飾 龍祖昌
- 梁錦燊 飾 王天樂
- 蔡曉儀 飾 曾婉甜
- 楊　群 飾 應兆麟
- 司馬華龍 飾 師　父

### 單元四：鍘艷娘（第21 - 28集）
杜文康與李慧娘為一對夫妻，周艷紅曾與杜文康有過一夜情生下一女，但杜家見是女兒而不許周艷紅入門，最後周艷紅的女兒病逝，才能在杜家立足，立心要報復杜家，因為周艷紅的介入使杜家對李慧娘不信任，甚至被誣陷通姦浸豬籠。周艷紅被開封府拘捕，後來用計治好太妃的痛風，使皇帝下詔赦免罪行，又假借杜家有寶物騙得皇帝授權去杜家迫害眾人，李慧娘的女兒玉兒為救父母被周艷紅所毒害，最後周艷紅伏法。
- 歐陽龍 飾 杜文康（配音：陳旭明）
- 趙永馨 飾 李慧娘（配音：徐愛貞）
- 王　薇 飾 周艷紅
- 南　紅 飾 杜黃氏
- 江　圖 飾 杜　福
- 趙海怡 飾 玉　兒
- 羅青浩 飾 況明海
- 李　岡 飾 郭天恩
- 黃素歡 飾 阮素歡
- 王清河 飾 安　伯
- 吳明龍 飾 阿　牛
- 陳　東 飾 師　爺
- 劉宗基 飾 陳　廣
- 饒芷筠 飾 智心師太
- 陳家偉 飾 贊　祥
- 陳正君 飾 福　慶
- 鮑起靜 飾 太　妃

### 單元五：審白毛（第28 - 33集）
蔡可兒是名醫蔡鑑泉的女兒，其夫江正圖原是一名無賴，因巧合遇上而向蔡鑑泉學醫，後來蔡可兒知道江正圖的秘密被毒害而頭髮盡白。包拯的嫂娘包老夫人剛巧有病事而被蔡可兒默默醫治，使案件被揭發。應兆麟以江正圖學得蔡鑑泉的七星飛針神技，騙得皇帝下旨赦免罪行，蔡可兒於是把江正圖用鍘刀處死，闖入皇宮，剛巧丞相呂夷簡亦曾被蔡鑑泉醫治過，帶進宮中。蔡可兒認罪自殺而死，包老夫人亦在蔡可兒的協助下，治好被江正圖下的毒。
- 歸亞蕾 飾 包老夫人（配音：譚淑英）
- 莊靜而 飾 蔡可兒
- 馮　國 飾 江正圖
- 王清河 飾 蔡鑑泉
- 陳劍雲 飾 太　監
- 楊　群 飾 應兆麟
- 石中玉 飾 丁　明
- 黃素歡 飾 春　桃
- 關偉倫 飾 包　勤
- 佘文炳 飾 施安康
- 李錦榮 飾 統　領
- 劉宗基 飾 郎　中
- 吳明龍 飾 龍手下
- 陈丽云 飾 石婆婆
- 冼灝英 飾 胡盛昌

### 單元六：鐵丘墳（第34 - 40集）
呼延家是宋朝立國以來的名將，第三代為呼延守勇與呼延守信。第四代為守勇之子呼延慶，呼延慶原本武功了得，但吸食了無上觀的五石散沉淪毒海成為廢人。
葛登雲是邊關將領，十多年前與遼國蕭太后有私情，成為遼國奸細。應兆麟答應葛登雲「連成一氣」，呼延守勇在葛登雲的計策之下被遼國殺死，但被葛登雲抹黑變成了投降遼國，大怒的皇帝下令處斬呼延家全族。
展昭雖然到遼國查明真相，但包拯多番阻止行刑不果之下仍來不及救援。呼延家被處斬後，冤魂不息。應兆麟向皇帝進言鑄成鐵丘墳囚禁呼延家冤魂，成功被封為國師。呼延慶在抄家之時被救走，在月奴與無上觀曾婉甜協助下戒除毒癮，恢復功力。皇帝在包拯的進言下，以「皇帝病重」為理由把葛登雲調回京師，收回兵權。葛登雲求助於應兆麟，被應兆麟拋棄。
原來宋朝開國之時，呼延家已被算出將會大禍臨頭，只餘下呼延慶一脈，應兆麟算準了這一點，為自己加官晉爵，更默許開封府借無上觀與其義女曾婉甜引葛登雲到「陰曹地府」，以類似「夜審郭愧」的方法，使葛登雲認罪。
遼國蕭太后為救情夫葛登雲，派出高手拯救不果，最後願意割讓燕州換取葛登雲，處斬之際皇帝下旨赦免葛登雲之罪，憤怒的呼延慶把鐵丘墳打破，引出冤魂把葛登雲拉進鐵丘墳中復仇成功，後獲得皇帝赦免。
- 蔡濟文 飾 呼延慶
- 許淑蘋 飾 月奴
- 羅　烈  飾 呼延守信
- 黃樹棠 飾 呼延守勇
- 王戎 飾 葛登雲
- 饒芷昀 飾 守信妻
- 韦家雄 饰 小宝
- 梁錦燊 飾 東齊王
- 南紅 飾 呼延守信/守勇母
- 梁　珊 飾 遼國蕭太后
- 曾瑋明 飾 遼國東丹王耶律宗真(遼王弟)

### 單元七：告親夫（第41 - 46集）
陳一飛被鄉親稱為陳大善人，張月華自嫁入門後，陳一飛現出真面目。張月華之父張學源被殺，張月華本人更被誣指通姦，最後張月華逃脫，女扮男裝考取功名，以官職身份迫害陳一飛被揭發，皇帝下令處死張月華時，雷電救了張月華一命，引來包拯對此案的追查，由於律法不容許妻告親夫，於是包拯用計令陳一飛與張月華脫離夫妻關係。最後張月華假裝自殺，開封府聯同協助陳一飛養鬼仔的道長騙得陳一飛認罪伏法。
- 馮寶寶 饰 张月华
- 郭峰 饰 陈一飞
- 江图 饰 张学源
- 麥　基 飾 道長

### 單元八：殉情記（第46 - 52集）
楊柳兩家一直是冤家世仇，楊學斌與柳凝霜情投意合，在包拯的拉攏之下令二人成親，但不幸在途中花轎被調換，柳凝霜換成原本應送去龍崗家中淫亂的何玉娥，何玉娥刺死楊學斌父親楊士林逃去無蹤，令楊柳兩家誤以為柳凝霜刺死楊士林發生激烈打鬥，各有死傷，而柳凝霜被送去龍崗家，被龍崗姦污淫亂。龍崗本是西番邪教的教主，與鄭州知府胡樂山勾結經營邪教，淫亂婦女並下降把其洗腦，送到妓院，籍此擴大邪教。包拯發現此案中有案，最後成功把龍崗處刑，令楊柳二家和解。
- 宋逸民 飾 楊學斌（配音：羅偉傑）
- 蔡燦得 飾 柳凝霜（配音：周文瑛）
- 夏春秋 飾 楊士林
- 梁珊 飾 楊大嫂
- 鮑起靜 飾 柳大嫂
- 煒烈 飾 龍崗
- 司馬華龍 飾 鄭州知府胡樂山

### 單元九：情牽陰陽界（第53 - 57集）
本單元改篇自丁善璽的電影陰陽界中的柳天素故事，而飾演應兆麟的楊　群  ，是陰陽界的出品人兼該故事單元主角柳天素。
康梵生為神醫，因為嫁禍殺害縣太爺的三姨太被處斬，後來在了然和尚的施法下暫在陽界生活，回家見妻兒最後一面，並撰寫記錄其畢生醫術的醫書。剛巧包拯被應兆麟派人追殺，落難到康梵生家，得知此冤案，遂協助康梵生翻案，揭發原來康梵生好友鄧文通與縣太爺三姨太私通，錯手殺害三姨太嫁禍給康梵生，在鄧文通的引導下，憤怒的縣太爺把康梵生草率處斬，包拯把鄧文通繩之於法。最後康梵生流著淚向妻兒道別。
- 劉德凱 飾 康梵生 （配音：黃志成）
- 趙永馨 飾 倩娘 (康梵生妻)（配音：徐愛貞）
- 冼灝英 飾 了然和尚
- 江濤 飾 縣太爺周牧
- 宗揚 飾 師爺鄧文通

### 單元十：俠骨神算（第58-68集）
南唐亡國前派出一批人揚帆出海，稱為冰宮，明姬雪就是南唐後人、冰宮主人。明姬雪的美貌騙得皇帝輸掉傳國玉璽。而另一方面，公孫策的祖師爺派出徒弟邵康節下山。明姬雪與邵康節在奇謀術數連番鬥法，而應兆麟則暗地裡協助明姬雪。最後明姬雪以自身作賭注，與皇帝進行多場比賽，如果皇帝輸了，要把開封府府衙建成記念南唐的靈骨塔，但如果建成，南唐會代宋朝而再興。
在應兆麟刻意放水之下，比賽各有勝負。而到最後一場術數比賽前，邵康節在曾婉甜的協助下閉關修練，應兆麟想乘此機刺殺邵康節，但曾婉甜卻被誤殺，原來應兆麟協助明姬雪，企圖把南唐皇帝的遺骨換成應兆麟私生子章玉涵的遺骨，以達到篡奪宋朝的野心。最後邵康節成功打敗明姬雪，應兆麟亦認罪伏法。明姬雪在新婚之夜企圖刺殺皇帝不果，邵康節用計勸皇帝把明姬雪放逐。
- 馬景濤 飾 邵康節（配音：雷霆）
- 于莉 饰 明姬雪
- 蔡曉儀 飾 婉甜
- 楊　群 飾 應兆麟道長
- 劉錫賢 飾 何定福
- 韦家雄 饰 阿水
- 夏春秋 飾 汴京棋聖房如晦
- 曾玮明 飾 明姬雪謀士
- 陳麗雲 飾 七嫂

### 單元十一：蝶影遗恨（第68 - 76集）
凌小蝶自少被賣到范家，長大後差點被老爺范堯姦污，與薛旭仁私奔不成，後來嫁與粗人劉六郎，但被昔日的少爺范學舜迷姦，並且被冤枉與薛旭仁通姦，范學舜疏通揚州知府韓知秋把凌小蝶屈打成招，行刑之際凌小蝶跳崖自盡，被玉面蝴蝶所救，並且授其功夫本領，其後化身青樓女子蝶紫嫣，向范學舜一家，韓知秋等人報復，期間與廟祝曹文正結緣，後來蝶紫嫣向薛旭仁報仇時，被薛旭仁暗算，被曹文正所擋，曹文正死在蝶紫嫣懷中，蝶紫嫣精神失常，而薛旭仁把殺害曹文正之事嫁禍蝶紫嫣。後來蝶紫嫣恢復神智，包拯召集一干人等審理此案，薛旭仁死在鍘刀之下，蝶紫嫣把曹文正的墓地遷至自己的墳旁後，跳崖自盡。
- 邱于庭 饰 凌小蝶 / 蝶紫嫣
- 李潤祺 飾 曹文正
- 田蕊妮 飾 小倩
- 吳廷燁 飾 薛旭仁
- 韓義生 飾 劉六郎
- 鮑起靜 飾 青樓黃媽
- 李樹佳 飾 揚州知府韓知秋
- 杜汶澤 飾

### 單元十二：義膽柔情（第76 - 85集）
遼國大軍壓境，邊關告急，鹽鐵司安國侯趙善甫主張增加鹽稅，包拯力爭不果。表面上趙善甫為了朝廷的財政，實際上為了自己的貪污集團，其生活奢華，並收授大量賄賂。展昭的師弟楊雲，其臨盆之妻被官府迫死，絕望之際遇上以張居敬為首的鹽梟，與之合流。而荊州霍家村，因為鹽稅增加，村民人被迫搶鹽，村民霍荊娘女扮男裝加入鹽梟之中，並對楊雲產生情愫。趙善甫為了趕絕鹽梟主張出兵鎮壓，包拯力爭之下成功爭取前往鎮壓鹽梟，荊州知州張承安受趙善甫之命在霍家村的光明嶺秘密尋找銀礦，張承安把自己的失誤歸咎於楊雲與霍荊娘，於是趙善甫借捉拿楊雲為藉口，親自前往荊州，而包拯亦受朝廷之命追捕楊雲。包拯與趙善甫因此勢成水火。其間，趙善甫向張承安透露自己與張承安之母為表兄妹，互相愛慕，生下張承安。
楊雲與霍荊娘因此案相繼而死。最後，因張承安的不爭氣，趙善甫帶著遺憾伏法。
- 王艷娜 飾 霍荊娘
- 甄志強 飾 楊　雲
- 劉錫賢 飾 肥婆吉
- 龍貫天 飾 張居敬
- 嘉　俊 飾 鬼見愁
- 楊萬達 飾 阿　靚
- 陳嘉偉 飾 老鼠仔
- 曾贊安 飾 大灰熊
- 李俊德 飾 大眼仔
- 顏晉霖 飾 老虎仔
- 李　岡 飾 荊州知州張承安
- 陳　東 飾 陸師爺
- 林立三 飾 安國侯趙善甫
- 冼灝英 飾 雷浩天
- 斑　斑 飾 霍大嫂
- 余文炳 飾 七　叔
- 李錦榮 飾 阿　祥
- 黃　敏 飾 祥　嫂
- 饒芷昀 飾 四　嬸

### 單元十三：秋之武（第86 - 92集）
沈吟秋為大內當紅的太監，曾經救過展昭於危難之中，成為好友。沈吟秋與妻子于霜被馬天彪追殺，沈吟秋因此不能人道，故進宮當太監，靜待復仇時機，多年後他等到了復仇的機會，殺害朝鮮國使節，搶奪貢品。在這個時候，馬天彪已改名為馬萬勝，其女兒馬燕琳在沈吟秋殺人時被追殺，得到五鼠之一的白玉堂相救而成為歡喜冤家，受其保護。馬萬勝被沈吟秋嫁禍而收押。馬燕琳願意出面指證沈吟秋，最後馬萬勝被判斬刑，而沈吟秋與于霜最後相會後，服毒後與展昭比劍後死去。
- 顧冠忠 飾 沈吟秋
- 焦恩俊 飾 白玉堂
- 袁潔儀 飾 馬燕琳
- 陳靖允 飾 于　霜
- 杜滿生 飾 馬萬勝（馬天彪）（配音：馮志輝）
- 吳浣儀 飾 馬萬勝妻
- 黃素歡 飾 小　芸
- 李俊德 飾 劉添富
- 司馬華龍 飾 劉老實
- 曾瑋明 飾 馬　雄
- 劉宗基 飾 魏　虎
- 曾贊安 飾 魏　豹
- 劉　準 飾 金舖老闆
- 石中玉 飾 銀樓老闆
- 陳　銳 飾 地痞甲
- 董　文 飾 地痞乙
- 嘉　俊 飾 劉千總

### 單元十四：雌雄俠盜（第93 - 96集）
兵部尚書劉謙暗中經營大豐錢莊，對百姓放高利貸，甚至有殺手集團，勾結地方官員結成犯罪小集團。呂寧兒企圖殺害迫死父親的陳留縣令朱高，被受劉謙付錢刺殺朱高任務的趙無忌捷足先登，結果二人成為雌雄俠盜。劉謙手下的殺手聶小馨，裝成被迫害的姑娘被呂寧兒所救，後來身份被揭發，差點被劉謙污辱。包拯與皇帝請求引渡劉謙受審，皇帝以呂丞相手持尚方寶劍作為監審，趙無忌與聶小馨等帶同劉謙勾結地方官名冊及師爺作證，劉謙死在鍘刀之下，而趙無忌被判流放邊關，呂寧兒自願跟上。
- 惠天賜 飾 趙無忌
- 王　薇 飾 呂寧兒
- 司馬華龍 飾 李老實
- 甘　山 飾 兵部尚書劉謙
- 馮　國 飾 曹　剛
- 羅　嬋 飾 聶小馨
- 吳明龍 飾 衙　役
- 梁錦燊 飾 大豐錢莊掌櫃王不全
- 石中玉 飾 師　爺
- 陳　東 飾 掌　櫃
- 余文炳 飾 掌　櫃
- 羅　烈 飾 陳留縣令朱高
- 曾子楊 飾 五　朝
- 饒芷昀 飾 王劉氏
- 劉宗基 飾 周　三

### 單元十五：審御貓（第97 - 102集）
盧紹清為禁軍統領之子，自以為將門之後，橫行無道，曾與展昭在妓院留仙館爭執，刑部尚書之子顏世祺為其出謀畫策逃過追究，禁軍統領盧鎮東為子設下擂台公開比武，但盧紹清功夫本來不高，故顏世祺為其向乩童購買壯陽藥以振氣力，白玉堂之師父凌昆剛巧到汴京買藝，見有擂台上台比試，被方天彥以暗器打傷，而盧紹清則反敗為勝打傷，展昭路過出手，打傷盧紹清，而盧紹清因為服食過多壯陽藥發作，傷重而死，盧鎮東把展昭告上刑部，亦給與包拯五天時間查案。
白玉堂知道此事後，自願協助開封府查辦此案，雷猛六年前被展昭拘捕，刑滿出獄後改邪歸正，願意協助展昭，顏世祺以乩童王七為中間人聘請殺手組織黑鷹殺害方天彥及凌昆等人，黑鷹派白玉傑出手，成功得手，甚至殺害雷猛。凌昆死前認出為黑鷹所為，並把女兒凌攸冰托付給白玉堂。
凌攸冰趕往黑鷹老巢徐州，黑鷹何振英表面上是組織的首領，但實際上家僕老丁才是真正的主使人，鄭軒、白玉傑等都是旗下的殺手，何振英有恩與他們，他們以服從殺人作為報恩。而白玉傑是白玉堂失散已久的兄弟。凌攸冰亦與白玉傑暗生情愫，鄭軒被老丁派人所殺，而白玉傑為保護何振英而自認犯罪。老丁被判斬刑，何振英與白玉傑被判終身監禁，而王七被顏世祺毒死，死前留下書信指證顏世祺，包拯揭發盧紹清死因及發現書信後，顏君山請包拯暫緩審理，私下忍痛把顏世祺毒死，向各方面交代。
- 劉玉婷 飾 凌攸冰
- 龍貫天 飾 顏世祺
- 煒　烈 飾 盧紹清
- 曾瑋明 飾 雷　猛
- 譚少英 飾 鴇　母
- 羅　烈 飾 凌　昆
- 余文炳 飾 禁軍統領盧鎮東
- 韓義生 飾 方天彥 (盧紹清師父)
- 姜皓文 飾 乩童王七
- 余俊峰 飾 白玉傑
- 焦恩俊 飾 白玉堂
- 梁　天 飾 刑部尚書顏君山
- 梁錦燊 飾 老　丁
- 江　圖 飾 何振英
- 鮑起靜 飾 白　母
- 劉宗基 飾 王　平
- 吳曼麗 飾 古　楓
- 南　紅 飾 顏　母
- 林志豪 飾 鄭　軒
- 關偉倫 飾 吳　雄
- 陳嘉偉 飾 雄手下
- 董　文 飾 雄手下
- 陳　銳 飾 雄手下

### 單元十六：弒夫記（第103 - 106集）
杜惜藥原本是蘇雄之妻，生下兒子蘇華斌，但因災害失散，杜惜藥流落到寇家，寇家為宋朝宰相寇準之家，由其妻寇老夫人當家，寇子羽鍾情於杜惜藥，杜惜藥下嫁，寇老夫人為杜惜藥改名換姓為王青虹，寇子羽死後，朝廷賜與王青虹貞節牌坊。此時蘇華斌父子出現，但蘇雄被寇平所殺，蘇華斌到開封府狀告杜惜藥謀殺親夫，寇老夫人為怕王青虹為再嫁之人影響寇家家聲，要王青虹保密。最後寇平則為寇家家僕何進所殺，何進亦自殺而死。皇帝雖沒有追究寇家死罪，但收回貞節牌坊，貶寇家到雷州。受到重大打擊的寇老夫人服毒自殺，死前接受杜惜藥的建議，由蘇華斌入繼寇家。
- 宮雪花 飾 杜惜藥/王青虹
- 李潤淇 飾 蘇華斌
- 關偉倫 飾 何　進
- 鮑起靜 飾 寇老夫人
- 馮　國 飾 寇　平
- 林美華 飾 秋　月
- 岑淑姬 飾 春　花
- 曾瑋明 飾 蘇　雄
- 劉　準 飾 欽差大臣
- 江　圖 飾 寇子羽

### 單元十七：鬼面人（第107 - 111集）
- 羅慧娟 飾 阮　柔
- 吳廷燁 飾 張仲海
- 楊盼盼 飾 韓鳳如
- 吳元俊 飾 傅明哲
- 南　紅 飾 傅太君
- 林美華 飾 秋　桐
- 莊欣玲 飾 小　翠
- 劉　準 飾 阮瑞堂
- 饒芷昀 飾 阮　妻
- 佘文炳 飾 白鴿老人
- 王清河 飾 薜神醫
- 萬斯敏 飾 春　花

### 單元十八：三審狀元（第111 - 116集）
- 林志豪 飾 李文謙（配音：梁志達）
- 林韋辰 飾 趙存禮
- 黎淑賢 飾 楊夢玉/梅花
- 吳元俊 飾 歐陽飛
- 曾贊安 飾 段笑天
- 吳浣儀 飾 李　母
- 梁錦燊 飾 楊孝嚴
- 譚少英 飾 楊　妻
- 李俊德 飾 陳學儒
- 嘉　俊 飾 趙　牧
- 陳潔儀 飾 雪　花
- 黃美芬 飾 桃　花
- 黃　敏 飾 春　花
- 陳麗雲 飾 玉　母
- 王清河 飾 王　樂

### 單元十九：滄海月明珠有淚（第117 - 125集）
岳明珠原為宮女，因被皇帝寵幸，被張貴妃及國舅張琮嫁禍偷取夜明珠而被囚禁，在當時的總管太監秦三福協助下裝死逃出宮外，生下趙希聖，把趙希聖培養成才，以江天月及東方羽輔助。岳明珠與趙希聖的出現，使一直無子的皇帝抱著有後的希望，欲納岳明珠為妃，趙希聖為太子。張貴妃與張琮得知岳明珠回朝，派人企圖殺害岳明珠，二人嫁禍之事經開封府審理，最後被聖旨貶為庶民。但包拯卻查出趙希聖根本不是龍種，而是岳明珠在宮外與別人所生之子。在包拯力諫之下審理此案，最後岳明珠被封為貴妃，死於鍘刀之下，而趙希聖被皇帝收為義子，包拯亦判趙希聖在宮中讀書，侍奉皇帝。
- 米　雪 飾 岳明珠
- 徐少強 飾 江天月（特別客串）
- 李潤淇 飾 趙希聖
- 譚少英 飾 周　媽
- 王清河 飾 老　者
- 馮　國 飾 東方羽
- 萬斯敏 飾 翠　花
- 佘文炳 飾 曹　斌
- 韋家雄 飾 曹　元
- 鄒煒倫 飾 丁　武
- 嘉　俊 飾 社　飛
- 莊靜宜 飾 張貴妃
- 煒　烈 飾 安陽侯張琮
- 江　圖 飾 前總管太監秦三福
- 關偉倫 飾 總管太監金祿
- 鮑起靜 飾 李太后
- 陳存正 飾 賣唱少女
- 劉　準 飾 瞎老頭
- 夏春秋 飾 錢　鈞
- 陳麗雲 飾 錢　妻
- 劉宗基 飾 捕　頭
- 陳　東 飾 太　醫
- 司馬華龍 飾 徐　振
- 曾贊安 飾 殺　手

### 單元二十：公正廉明（第126 - 130集）
葉玉書與徐若蘭自幼指腹為婚，但葉家貧窮被徐世綱看不起，徐若蘭打算暗中給錢葉玉書，資助其上京考試，交錢的巧兒被殺，葉玉書被指是殺人凶手，被縣令吳達權問成死罪，上達府尹張庭遠手上，張庭遠自視自己為公正廉明，對包拯心存妒忌，玉書姊葉玉箏多次上訴，受了多次苦刑均被駁回，終於驚動了包拯，包拯決定重審此案，揭發原來是捕頭陸通所殺，張知君策劃並嫁禍於葉玉書，張知君為府尹張庭遠之姪，並且是吳達權的師爺，並且隱瞞徐若蘭暗中給錢葉玉書一事，在張知君的建議下，吳達權認定為葉玉書所為，並且瞞騙張庭遠。結果陸通、張知君被判死刑，吳達權罷官，張庭遠停職。
- 叢　珊 飾 葉玉箏（配音：周文瑛）
- 容錦昌 飾 葉玉書
- 宗　揚 飾 張知君
- 文頌嫻 飾 徐若蘭
- 梁錦燊 飾 徐世綱
- 鮑起靜 飾 徐　母
- 甘　山 飾 吳達權
- 羅　烈 飾 張庭遠
- 曾贊安 飾 陸　通
- 黃璦瑤 飾 巧　兒
- 劉宗基 飾 劉　坤
- 黃　敏 飾 敏　兒
- 陳家偉 飾 小　二
- 陳　銳 飾 小　販
- 周兆麟 飾 徐　昇

### 單元二十一：仇之劍（第131 - 138集）
大將軍龍騫遠征西夏多年，大獲全勝回朝，受封為樞密使，帶同胞弟龍崎、未來女婿孟驚鴻以及將領許達、夏侯忠、馬鈞等人回歸。未幾馬鈞等人相繼為霍奔雷所殺害，被稱為「仇之劍」。原來霍奔雷在紅葉酒館東主紅葉操縱下殺人，紅葉原名柳白萍，龍騫為佔據其母，把其父柳燮冤枉，更以滅陽神功打傷，傷重而死，而其母被夏侯忠等人污辱，其兄不知所終。
此時，龍騫女素琴突然鍾情於宋青雲，結成夫婦。原來宋青雲就是柳青楊借來的名字，實際上是柳白萍之兄，在龍騫所迫下，柳青楊無奈殺害親妹。龍崎在心理壓力下，在公堂之上指證龍騫迫害柳氏夫婦一事，龍騫拿出先帝詔書，指先帝赦免其迫害柳氏一門之罪，包拯無辦法之下將之放行。經此一役，龍騫在朝廷上權勢盡失，提議的伐遼之事被呂丞相等反對，皇帝強行壓下。
孟驚鴻與藍衣相愛，受龍騫暗示殺掉龍崎，欲私奔之時藍衣被龍騫以滅陽神功打傷，二人跳崖失蹤，結果二人被開封府所救，孟驚鴻引龍騫以滅陽神功打傷自己，在開封府上狀告龍騫，龍騫攻入皇宮，要求到遼國刺殺遼帝，被柳青楊及展昭打傷押回開封府，死在鍘刀之下。而柳青楊殺妹之罪雖被赦免，但決定浪跡天崖，而龍素琴則痴痴地等待丈夫回歸。
- 苗僑偉 飾 柳青楊/宋清雲
- 狄　鶯 飾 龍素琴
- 楊寶瑋 飾 柳白萍
- 煒　烈 飾 孟驚鴻
- 林　威 飾 龍　騫（配音：陸頌愚）
- 黃樹棠 飾 龍　崎
- 羅　烈 飾 馬　鈞
- 馮　國 飾 許　達
- 曾贊安 飾 朱　鼎
- 關偉倫 飾 夏侯忠
- 黃璦瑤 飾 藍　衣
- 劉錫賢 飾 朱三少
- 周兆麟 飾 二　虎
- 嘉　俊 飾 三　虎
- 李樹佳 飾 一　虎
- 曾偉明 飾 霍奔雷
- 陳麗雲 飾 李　媽
- 梁碧芝 飾 小　碧
- 劉　準 飾 文軒君
- 佘文炳 飾 牛　叔
- 杜汶澤 飾 大　牛
- 梁錦燊 飾 傲通天
- 李　岡 飾 柳　燮
- 陳潔儀 飾 鳳　蘭
- 石中玉 飾 忠　叔
- 饒芷昀 飾 龍崎妻
- 夏春秋 飾 宋　波
- 鄒偉倫 飾 李大人
- 陳　東 飾 王大人

### 單元二十二：梅花盜（第138 - 142集）
辛僑商在陳留縣囚禁多年，愛好畫梅花，出獄後把自己手畫梅花畫贈與官差辛簫桐，辛簫桐被提升到開封府辦差。剛巧守護藏珍閣四大守衛之一的曹公道被梅花盜捉去女兒若蘭作為要脅，放水給梅花盜，梅花盜把先皇玉璽及幾百兩偷走。皇帝的刁蠻皇妹飛鳳郡主插手調查此案。梅花盜原來就是辛僑商，在多年前曾經參軍，因當時的軍官拒絕撫卹陣亡軍人，故起爭執被判入獄。他把劫來的幾百兩全數贈於當年應該撫卹的軍人家屬，最後得知自己失散的兒子是辛簫桐，故自願落網，皇帝判辛僑商死刑。在這個時候，辛簫桐與飛鳳郡主二人相愛，為了賜婚及阻止辛僑商死刑，飛鳳郡主與包拯、太后等聯成一線，各出奇謀，最後令皇帝免去辛僑商罪行，令辛簫桐與飛鳳郡主成親。
- 李志希 飾 辛簫桐（配音：羅偉傑）
- 林心如 飾 飛鳳郡主（配音：曾秀清）
- 甘　山 飾 曹公道
- 張　靜 飾 曹若蘭
- 白　彪 飾 辛僑商
- 米　奇 飾 幫　主
- 關偉倫 飾 盧福慶
- 嘉　俊 飾 侍　衛
- 羅青浩 飾 陳留知縣
- 石中玉 飾 陳留縣師爺
- 鮑起靜 飾 李太后

### 單元二十三：大執法（第143 - 147集）
唐俊自幼被查天雄殺其父母，查天雄亦不介意唐俊有意復仇，教其武功，唐俊終於練成武功，在查天雄大壽之日將其殺死，以其人頭祭祀父母。在這個時候開封府人趕至被打落山崖，流落到開封府轄下的永定郡東山村，被村民蘇婉兒所救。永定郡太守孫立群之妻紀秋燕兇悍潑辣，與其兄金寶隆紀青勾結，在東山村附近開金礦，不過虛報產量，迫孫太守妥協。而且金寶隆開工提煉黃金過量，產生廢水流入東山村溪水中，不但農田失收，而且人畜也不明不白地傷亡，孫太守在紀青教唆下甚至以東山村有瘟疫為由，派出官兵封住入村通道。
蘇婉兒之父村長蘇賢光被紀青所殺，在紀青主導之下，把東山村之事弄虛作假，變成鼠疫橫行，村民見生計無著，於是拚命反抗，蘇婉兒逃出東山村，在唐俊保護下前往開封府。紀青亦派出插天峰徐向東、徐向南兄弟追殺二人，唐俊帶領蘇婉兒殺到開封府，向開封府告狀，在過程中二人互生情愫。紀青在東窗事發之後把所有資金帶走夾帶私逃，紀秋燕大受刺激下神智失常，孫太守於是與妻一同自殺，數個月後紀青落網。
唐俊找徐氏兄弟復仇後自動投案認罪，被判死刑的唐俊為了令蘇婉兒絕望，刻意展現自己凶殘的一面。多年後蘇婉兒嫁人，生下的兒子命名為「念俊」。
- 倪齊民 飾 唐　俊（配音：雷霆）
- 劉美娟 飾 蘇婉兒
- 關偉倫 飾 東山村長蘇賢光
- 司馬華龍 飾 沈敬堯
- 李　岡 飾 永定太守孫立群
- 尹麗玉 飾 紀秋燕
- 冼灝英 飾 查天雄
- 馮　國 飾 紀　青
- 陳麗雲 飾 王　嬸
- 楊文達 飾 工　頭
- 吳　霆 飾 百　總
- 姜皓文 飾 徐向東
- 嘉　俊 飾 徐向南
- 吳明龍 飾 阿　平
- 朱威廉 飾 蘇文彬 (蘇婉兒弟)

### 單元二十四：霧鎖開封（第147 - 152集）
此單元是金超群替TVB構思的單元，因此當初首播時，被雪藏再重新包裝並播出。
遼國進迫邊境，狄青元帥急需軍餉，但北運的軍餉多番被不明人士劫走，在皇叔永定王趙恬的建議下，皇帝派出展昭押運軍餉，在運送途中，展昭及軍餉被常玉劫走，常玉向其他士兵稱「展昭重出江湖」，皇帝於是把展昭視為犯人。原來這是永定王趙恬的陰謀，趙恬圖謀宋室江山，在公孫策的師弟慕容飛雪的策劃下，多次劫走軍餉令狄青缺糧，亦同時嫁禍展昭除去開封府的羽翼，更進一步除去開封府。
當年慕容飛雪鍾情於師妹上官虹，而上官虹鍾情於公孫策，公孫策有意考取功名，拒絕師妹的愛意，使其病情加劇，死在慕容飛雪懷中，自此慕容飛雪視公孫策如仇。趙恬取得皇帝聖旨，代理開封府尹，並將包拯等人在天明之時處斬，但前往處刑之前突起大霧，未能行刑。
常玉之兄被趙恬冤枉叛國，自盡於獄中，趙恬將之扭曲成包拯陷害，常玉就變成趙恬的家將，視包拯如仇。在兵部吳尚書出面指證之下，常玉得知趙恬所作所為，倒戈指證趙恬。而呂夷簡在得到罪證後請得聖旨，由包拯審理趙恬叛國謀反一案，最後趙恬死於鍘刀之下，常玉認罪自盡，慕容飛雪處斬。皇帝為此案加封開封七子之官職。
- 楊澤霖 飾 永定王趙恬
- 馮　國 飾 慕容飛雪→曾偉權（tvb）
- 龍貫天 飾 常　玉
- 司馬華龍 飾 兵部尚書吳奇
- 梁錦燊 飾 張　振
- 萬綺雯 飾 上官虹→梁藝齡(tvb)
- 李錦榮 飾 李將軍

### 單元二十五：英烈千秋（第152 - 160集）
霍三娘本是京師名震一時的藝人，急流勇退嫁與衛煥。幾年後，霍三娘向摰友前相國楊軒求助，原來其夫軍人衛煥因刺殺西夏求和使者被判死刑，楊軒之子樞密使楊欽拒絕協助，霍三娘只得到開封府告狀，包拯得到皇帝准許，重審此案。原來楊欽與邊關鎮將何正剛勾結，每年克扣三成軍餉，而且何正剛之子少華與楊欽之女玉蘭互相傾慕，楊欽以二人的婚事要脅，令何正剛就範。西夏國主見兩國連年征戰，派使臣議和。何正剛於是下令衛煥斬殺西夏使者，並把所有責任推到衛煥身上，置衛煥死刑。包拯查辦此事，何少華在開封府當捕快，包拯終於揭發此事，最後楊軒向皇帝請得聖旨大赦，衛煥罷官去職，楊欽被判終身監禁「赦死不赦生」，何正剛監禁十年。為了安慰受到重大打擊的楊軒，何少華願意入贅楊家。楊軒要求霍三娘每月還少許欠款，務求每月能見霍三娘一面。
- 劉曉慶 飾 霍三娘（配音：黃玉娟）
- 伍衛國 飾 衛　煥
- 梁　天 飾 前相國楊軒
- 高　雄 飾 樞密使楊欽
- 羅　烈 飾 何正剛
- 余俊峰 飾 何少華
- 王艷娜 飾 楊玉蘭
- 林美華 飾 小　翠
- 蔡濟文 飾 趙　玨（靜山王府小王爺）
- 關偉倫 飾 金大成
- 劉　準 飾 楊家管家
- 黃素歡 飾 黑　妞
- 嘉　俊 飾 煥部下甲
- 李錦榮 飾 煥部下乙
- 姜皓文 飾 鐵　牛
- 吳明龍 飾 團　員
- 陳　銳 飾 團　員
- 鮑起靜 飾 關四姐

| 香港亞洲電視本港台 星期一至五 19:00-20:00 | 香港亞洲電視本港台 星期一至五 19:00-20:00 | 香港亞洲電視本港台 星期一至五 19:00-20:00 |
| ----------------------------------------- | ----------------------------------------- | ----------------------------------------- |
|                                           | （1997.2.24 - 1997.4.4）                  |                                           |
| 萬事勝意 （1997.2.3 - 1997.2.22）         | 肥貓正傳 （1997.4.7 - 1997.5.16）         |                                           |

1. ↑  {{當時，何曾主唱無線電視劇集《情濃大地》主題曲及亮相無線台慶節目}}